# Hypaeus quadrinotatus
Hypaeus quadrinotatus är en spindelart som beskrevs av Simon 1900. Hypaeus quadrinotatus ingår i släktet Hypaeus och familjen hoppspindlar. Inga underarter finns listade i Catalogue of Life.